# Rollkommando Hamann
Das Rollkommando Hamann (litauisch: Hamanno skrajojantis būrys) war eine kleine motorisierte Einheit, die unter dem Kommando von SS-Obersturmführer Joachim Hamann von Juli bis Oktober 1941 schätzungsweise 70.000 jüdische Männer, Frauen und Kinder ermordete, die im Jäger-Bericht vom 1. Dezember 1941 dokumentiert sind. Die Einheit war vor allem für Morde in Litauen, von Juli bis August 1941 auch in Lettland verantwortlich. Ende 1941 war die Vernichtung der litauischen Juden durch Einsätze des Rollkommandos, des Sonderkommandos des Sicherheitsdienstes SD beim Massaker von Ponary und der litauischen Hilfspolizei TDA (litauisch: Tautinio darbo apsauga, Schutz der nationalen Arbeit) im Fort IX in Kaunas abgeschlossen und schätzungsweise 80 % aller litauischen Juden ermordet. Die wenigen Überlebenden wurden als Zwangsarbeiter in städtische Ghettos deportiert, vor allem in die Ghettos von Vilnius und Kaunas.

## Organisation
Auf Befehl von Walter Stahlecker, Leiter der Einsatzgruppe A, und unter Zustimmung von Karl Jäger, Leiter des Einsatzkommandos 3 (EK3), rekrutierte Hamann zunächst acht Mitglieder aus dessen Einsatzkommando. Die Einheit hatte keine feste Struktur, bestand aber im Kern aus Hamann, seinem Stellvertreter Helmut Rauca und je nach Bericht aus weiteren 50 bis 58 Litauern der 3. Kompanie des TDA unter dem Kommando von Bronius Norkus, örtlichen Polizeikräften und antisemitischen und antisowjetischen Hilfspolizisten, die sich selbst als „Partisanen“ bezeichneten. Ihr Kennzeichen war eine weiße Armbinde, weshalb sie auch als „Weißbänder“ oder „Weißarmbinder“ bezeichnet wurden. Die Einheit wurde für ihre Ad-hoc-Einsätze in verschiedenen Landgemeinden Litauens jeweils neu zusammengestellt.
Der Jäger-Bericht dokumentiert die Massenerschießungen des Kommandos, die an 54 Orten in ganz Litauen durchgeführt wurden.
„Das Ziel, Litauen judenfrei zu machen, konnte nur erreicht werden durch die Aufstellung eines Rollkommandos mit ausgesuchten Männern unter der Führung des SS-Obersturmführers Hamann, der … es verstand, die Zusammenarbeit mit den litauischen Partisanen und den zuständigen zivilen Stellen zu gewährleisten“. (Jäger-Bericht, Blatt 7)
Von Ende Juni bis Anfang Oktober 1941 ermordete das Kommando mit Unterstützung litauischer Kräfte fast die gesamte jüdische Bevölkerung der litauischen Landgemeinden (Panevėžys, Ukmergė, Zarasai, Kėdainiai, Kaišiadorys, Utena, Marijampolė, Jonava, Raseiniai, Alytus, Žagarė u. a.). Vom 13. Juli bis zum 22. August 1941 operierte das Kommando von Daugavpils, Lettland, aus und ermordete in dieser Zeit 9102 Menschen, fast ausschließlich Juden aus dem Ghetto Daugavpils, und wurde nach der Ermordung von fast 70.000 Juden Anfang Oktober 1941 aufgelöst.

## Durchführung der Massenmorde
Üblicherweise kündigte das Rollkommando der örtlichen litauischen Polizei am Tag vor einer ihrer Mordaktionen an, dass eine Massenerschießung von Juden stattfinden werde und die Polizei und deren freiwillige Helfer sie durch Aushebung von Massengräbern, Bereitstellung von Wach- und Begleitpersonal und das Zusammentreiben und die Entkleidung der jüdischen Opfer am vorgesehenen Hinrichtungsort vorzubereiten hätten. Dieser Ort befand sich oft mehrere Kilometer entfernt von der jeweiligen Ortschaft, in der Regel ein abgelegener Wald oder ein weiter entferntes Feld. Am Morgen des sogenannten „Aktionstages“ rückte das Rollkommando meist aus Kaunas mit einigen Dutzend Angehörigen an und führte die Massenexekutionen durch. Die Erschießungskommandos erhielten oft Alkohol in unbegrenzter Menge. Nach der Beendigung der Massenmorde mussten die örtlichen Hilfskräfte die Massengräber zuschaufeln; die Kleidung und anderes Eigentum der Ermordeten wurde unter den Tätern aufgeteilt. Karl Jäger, der Chef des Einsatzkommandos 3, nahm oft als Augenzeuge an den Mordaktionen teil.
In der Anfangsphase dieser „Aktionen“ zählten neben jüdischen Männern im wehrfähigen Alter auch vermeintliche oder tatsächliche Kommunisten zu den Opfern, ab August 1941 wurden auch Frauen und Kinder hingerichtet. Die letzte und größte Massenerschießung mit mehreren tausend Opfern führte das Rollkommando am 23. oder 24. August 1941 im Wald von Pajoustė durch und löschte damit die jüdische Gemeinde des Ortes Panevėžys aus.